# Domingo Federico
Domingo Federico (Buenos Aires, 4 de junio de 1916 - Rosario, 6 de abril de 2000), fue un compositor, bandoneonista y director de orquesta argentino.

## Vida
Se inicia con diez años en el bandoneón y en violín, guiado por su padre Francisco, en Carmen de Patagones. Vivían allí habiéndose mudado de Buenos Aires. Luego regresan nuevamente a Buenos Aires, donde reinicia el secundario.

### Carrera profesional
Se perfecciona con Pedro Maffia. Atiende su primera orquesta, en 1932. Luego dirige una "Orquesta de Señoritas", donde participaba su hermana Nélida Federico, también al bandoneón.
Actúa con las orquestas de Alejandro Scarpino, Ricardo Luis Brignolo. Un gran salto a la fama ocurre al entrar a la de Juan Canaro, grabado, y participando de abundantes actuaciones.
En la Orquesta de Miguel Caló, ingresa como 1.er bandoneonista, y con Enrique Francini, Armando Pontier,  Osmar Maderna, es la "Orquesta de las Estrellas".
Conoce a Homero Expósito, conjugando música y poesía. Produjeron:
- Al compás del corazón
- Yuyo verde
- Percal
- Tristezas de la calle Corrientes
- A bailar
- Yo soy el tango...

Fue director musical de varios filmes, e incluso actuó.
También fue director de Comedias Musicales, representadas en teatros de Rosario.
Fue conferencista en temas de la sociología del tango; socio fundador de SADAIC, integrando su directorio; Presidente del Consejo Panamericano de la Confederación Internacional de Sociedades de Autores y Compositores (CISAC); Presidente del Consejo Panamericano de Autores y Compositores.
El 16 de junio de 1943 debuta con su orquesta, teniendo abundantes cantores: Carlos Vidal, Oscar Larroca, Armando Moreno, Enzo Valentino, Mario Bustos.
Grabó más de cien composiciones, pero solo la discográfica mantuvo dieciocho matrices, hoy piezas de colección.
En 1957 se radica en Rosario, uniéndose con Haydée Cardón. Poseyó una gran orquesta, con destacados músicos rosarinos, y las voces de Rubén Sánchez y Rubén Maciel; y también actúa como el "Trío Saludos", en radio y televisión, grabaciones en Victor, Embassy,  Rosafon, bailes y teatros, comedias musicales.
Realizó 45 giras por Argentina y países latinoamericanos, y 120 recitales en Japón, como bandoneonista de la orquesta de Francisco Canaro, en 1961 y, al frente del quinteto "A lo Pirincho".
Aún, muy poco antes de morir, con 83 años estaba frente de su Cátedra Universitaria de Bandoneón, única y primera del mundo, grabando con la "Orquesta Juvenil de Tango" de la Universidad Nacional de Rosario, que él había creado en 1994, y estaba preparando actuaciones para el 30 de abril de 2000, en el Teatro El Círculo.
Murió en Rosario, el 6 de abril de 2000.

## Filmografía
Actor
- La diosa impura (1963)
- La historia del tango (1951).... Eduardo Arolas
- El cantor del pueblo (1951)
- Al compás de tu mentira (1950)
- El ídolo del tango (1949)
- Otra cosa es con guitarra (1949)
- Un tropezón cualquiera da en la vida (1949)

Compositor
- La diosa impura (1963)
- Embrujo en Cerros Blancos (1955)
- El morocho del Abasto: La vida de Carlos Gardel (1950)
- Imitaciones peligrosas (1949)

Compositor del tema musical
- La muerte flota en el río (1956)

Director musical
- El cantor del pueblo (1951)
- Otra cosa es con guitarra (1949)